# براندان كلارك
براندان كلارك (بالإنجليزية: Brendan Clarke)‏ (17 سبتمبر 1985 بدبلن في جمهورية أيرلندا - ) هو لاعب كرة قدم أيرلندي في مركز حراسة المرمى. لعب مع باتريك أتلتيك ونادي سليغو روفرز وSporting Fingal F.C. ‏.

## وصلات خارجية
- براندان كلارك على موقع قاعدة بيانات كرة القدم.إي يو (الإنجليزية)